# Хорватские оборонительные силы
Хорватские оборонительные силы (ХОС) (хорв. Hrvatske obrambene snage (HOS)) — военное крыло Хорватской партии права, существовавшее с 1991 по 1993 год на первом этапе гражданской войны в Югославии.

## История

### Война в Хорватии
После возвращения многопартийной системы в Югославии в 1990 году, была воссоздана Хорватская партия права. 25 июня 1991 года в Загребе было создано военизированное крыло партии, названное — Хорватские оборонительные силы (хорв. Hrvatske obrambene snage). В это же время Хорватским демократическим союзом была создана другая паравоенная организация — Национальная гвардия Хорватии (хорв. Zbor narodne garde). Эти две организации обычно действовали согласованно.
После начала военных действий в Хорватии подразделения ХОС участвовали в первых боях с ЮНА. Впервые бойцы ХОС приняли участие в обороне Вуковара в сентябре 1991 года, участвовали в боях за Дубровник. После начала широкомасштабных боевых действий в Хорватии размер ХОС вырос до нескольких батальонов. Одним из создателей и первым командиром ХОС являлся активный член Хорватской партии права Анте Параджик, который погиб в результате несчастного случая в сентябре 1991 года. После того, как в ноябре 1991 года в Хорватии была объявлена всеобщая мобилизация члены ХОС официально вступили в хорватскую армию. С января 1992 года деятельность ХОС на территории Хорватии окончательно прекратилась.

### Война в Боснии и Герцеговине
В Боснии и Герцеговине подразделения ХОС состояли из местных хорватов, боснийцев и иностранных наёмников. Во главе ХОС в Боснии стоял Блаж Кралевич. На начальном этапе войны подразделения ХОС участвовали в обороне Столаца, перешли в наступление в восточной Боснии и захватили часть муниципалитетов Требине и Билеча. После чего большинство сербского населения бежало из этих мест, что шло вразрез с Грацским соглашением Хорватии и Сербии о разделе Боснии.
В Боснии и Герцеговине были созданы две военные организации хорватов — Хорватские оборонительные силы (ХОС) и Хорватский совет обороны (ХСО) (хорв. Hrvatsko vijeće obrane, HVO). При этом лидеры этих организаций не были едины во взглядах. Руководство ХОС было против разделения Боснии и Герцеговины и присоединения хорватских земель Боснии к Хорватии. Лидеры ХСО напротив считали, что Хорватии необходимо «аннексировать» территории Боснии, где большинство населения составляют хорваты. ХОС выступал за возможность союза с боснийцами против сербов. Блаж Кралевич даже успел получить предложение от Алии Изетбеговича войти в Генеральный штаб Армии Республики Босния и Герцеговина.
Эти разногласия стали причиной серьёзного конфликта между ХСО и ХОС. 9 августа 1992 года Блаж Кралевич и 8 бойцов ХОС были убиты солдатами ХСО на дороге в районе села Крушево южнее Мостара. Вскоре после этого ХОС был распущен, а его бойцы вошли в состав подразделений Хорватского совета обороны и боснийской армии. Последнее подразделение ХОС было распущено 5 апреля 1993 года в центральной Боснии.

## Символика

Эмблема 9-го батальона «Хорватских оборонительных сил» с логотипом «Za dom spremni». Батальон был назван в честь известного командира «Чёрного легиона» усташей Рафаэля Бобана времён Второй мировой войны

Основным цветом организации (униформа, флаг) был чёрный. Официальным девизом ХОС был девиз движения усташей времён Независимого государства Хорватия — «За дом — готовы!» (хорв. Za dom spremni!).

## Подразделения
- 1-й батальон «Иван Брдар» (1. bojna Ivan Vitez Brdar) — Ливно
- 2-й батальон «Стоян Вуйнович» (2. bojna Stojan Vujnović Srbin) — Домалевац-Шамац
- 4-й батальон (4. bojna)
- 6-й батальон «Марьян Баотич» (6. bojna Marijan Baotić) — Винковцы
- 9-й батальон «Рафаэль Бобан» (9. bojna Rafael vitez Boban) — Сплит
- 13-й батальон «Юре Францетич» (13. bojna Jure vitez Francetić) — Томиславград
  -  2-я рота 13-го батальона «Юре Францетич» (2. satnija 13. bojne Jure vitez Francetić)
- 19-й батальон «Юре Францетич» (19. bojna Jure vitez Francetić) — Госпич
- 101-й батальон «На Дрину» (101. bojna Do Drine) — Сараево
- Мостарский батальон (Mostarska bojna) — Мостар
- Чаплинский батальон (Čapljinska bojna) — Чаплина
- 1-я рота «Анте Параджик» (1. satnija Ante Paradžik) — Ясеновац
- Вуковарская рота (Vukovarska satnija) — Вуковар
- Витязи (Vitezovi) — Витез
- Чёрные волки (Crni Vukovi) — Калесия
- Помеченные (Žigosani) — Нови-Травник
- Рота охотников (Satnija Lovci) — Любушки
- Отдельная охранная рота (Samostalna satnija osiguranja) — Загреб
- Любушская рота (Ljubuška satnija) — Любушки
- Зеницкая рота (Zenička satnija) — Зеница
- Тузланская рота (Tuzlanska satnija) — Тузла
- Прозорская рота (Prozorska satnija) — Прозор